# Белинское сельское поселение
Белинское сельское поселение (укр. Белінське сільське поселення, крымскотат. Палапан кой юрту, Palapan köy yurtu) — муниципальное образование в Ленинском районе Республики Крым России, на Керченском полуострове, на севере выходит к побережью Казантипского залива Азовского моря.
Административный центр — село Белинское.

## Население
| 2001 | 2014 | 2015 | 2016 | 2017 | 2018 | 2019 |
| ---- | ---- | ---- | ---- | ---- | ---- | ---- |
| 1224 | ↘980 | ↘979 | ↘953 | ↘940 | ↘928 | ↘920 |
| 2020 | 2021 |      |      |      |      |      |
| ↘911 | ↗940 |      |      |      |      |      |

## Состав сельского поселения
| № | Населённый пункт | Тип населённого пункта       | Население |
| - | ---------------- | ---------------------------- | --------- |
| 1 | Белинское        | село, административный центр | ↘368      |
| 2 | Верхнезаморское  | село                         | ↘86       |
| 3 | Золотое          | село                         | ↘140      |
| 4 | Нижнезаморское   | село                         | ↗92       |
| 5 | Новоотрадное     | село                         | ↘158      |
| 6 | Станционное      | село                         | ↗136      |

## История
В советское время был образован Белинский сельский совет.
Статус и границы Белинского сельского поселения установлены Законом Республики Крым от 5 июня 2014 года № 15-ЗРК «Об установлении границ муниципальных образований и статусе муниципальных образований в Республике Крым».